# Piłsudski (film)
Pour les articles homonymes, voir Piłsudski.
Pour plus de détails, voir Fiche technique et Distribution.
Piłsudski est un film biographique polonais réalisé par Michał Rosa, sorti en 2019 sur les écrans polonais. 

## Distribution
- Borys Szyc – Józef Piłsudski
- Magdalena Boczarska – Maria Piłsudska
- Jan Marczewski – Walery Sławek
- Józef Pawłowski – Aleksander Sulkiewicz
- Maria Dębska – Aleksandra Szczerbińska
- Tomasz Schuchardt – Aleksander Prystor
- Kamil Szeptycki – Karol Sosnkowski
- Eliza Rycembel – Wanda Juszkiewiczówna
- Marcin Hycnar – Witold Jodko-Narkiewicz